# 绝热不变量
绝热不变量，又称浸渐不变量或缓渐不变量，是指一个物理系统中，经过一个缓慢的变化而几乎保持不变的物理量，比如理想气体在绝热过程中的熵。这可以理解为，物理系统从一个状态向另一个状态过渡时，假如这个过程的持续时间趋向于无穷大，那么绝热不变量的变化就趋向于零。
浸渐不变量有一种错误的写法是寝渐不变量。出现这种错误的原因是繁体“浸”的一种字体是“寖”，和“寝”很像。
在热力学中，绝热过程是一个隔绝系统与外界热交换的过程，可快可慢。如果一个热力学过程发生得非常缓慢，以至于比体系达到平衡还要慢，那么这个过程就是可逆的，也被称为准静态过程。在可逆的绝热过程中，系统时刻保持平衡，而且系统的熵是定值。在20世纪上半叶，量子物理学家用“绝热过程”来描述可逆的绝热过程和其他缓慢变化的过程。这种量子力学的定义更接近于热力学中的准静态过程，与绝热过程没有直接关系。
在力学里面，绝热变化是哈密顿函数的缓慢变化，其中能量的相对变化速度要远远缓于周期运动的频率。相空间内，周期运动轨道所围成的体积就是绝热不变量。
在量子力学中，绝热变化的变化率远远低于本征态间的频率差。在这种情况下系统的能级不会变化，所以系统的量子数是绝热不变量。
在旧量子论中，系统的量子数等于经典的绝热不变量。这就确定了玻尔-索末菲量子化条件：量子数等于相空间内运动轨道所围成的体积。
在等离子体物理学中，绝热不变量有三个μ、J、Φ，每个都与不同类型的周期性运动相对应。

## 热力学
在热力学中，可逆绝热过程是熵不会增加的过程。在这种情况下，所有的变化发生得比较缓慢，使得系统时刻保持平衡，而且只允许相同温度的子系统间发生热交换。对于孤立系统，绝热过程不允许热量流入或者流出。

### 理想气体的绝热膨胀
如果一个装有理想气体的容器在瞬间膨胀，那么其中气体的温度不会改变，因为气体分子并不会改变速度。此时分子平均动能不变，然而气体的体积却增加了。然而，如果容器膨胀得比较缓慢，使得理想气体压强定律时刻适用，那么气体分子的动能会不断减少，而且减少的动能用来向膨胀的容器壁做功。功的数值是压强乘上容器壁面积再乘上向外的位移，也就是压强乘上气体体积增加量：
{\displaystyle dW=PdV={Nk_{B}T \over V}dV}
如果气体没有吸热，那么气体的内能会减少相同的大小。根据定义，理想气体的内能只是分子平均能量的函数，而与体积无关，所以
{\displaystyle dT={1 \over NC_{v}}dE}
其中{\displaystyle C_{v}}是每个分子的定容热容。当气体内能的变化完全是由于对容器壁做功而引起，那么温度的变化量由下式给出：
{\displaystyle NC_{v}dT=-dW=-{N{k_{B}}T \over V}dV}
这就得到了温度和体积变化关系的微分方程，这样就可以积分得到不变量。常数{\displaystyle k_{B}}是玻耳兹曼常数，通过采用自然单位制，我们可以视其为1：
{\displaystyle \,d(C_{v}N\log T)=-d(N\log V)}
因此
{\displaystyle \,C_{v}N\log T+N\log V}
是一个绝热不变量。它和理想气体的熵{\displaystyle S}有关：
{\displaystyle \,S=C_{v}N\log T+N\log V-N\log N=N\log(T^{C_{v}}V/N)}
所以，理想气体的熵也是个绝热不变量。{\displaystyle N\log N}项使得熵具有可加性，成为广延量，故两团理想气体的熵就是它们各自的熵相加。
在微观表述下，一个拥有{\displaystyle 3-N}个粒子的系统，{\displaystyle S}是{\displaystyle 3-N}维相空间里所有满足能量为{\displaystyle E(T)}和体积为{\displaystyle V}的状态数的对数。
对于一团单原子的理想气体，这很容易算出来。我们先写出系统的能量：
{\displaystyle E={1 \over 2m}\sum _{k}p_{k1}^{2}+p_{k2}^{2}+p_{k3}^{2}}
满足总能量为{\displaystyle E}的各种粒子的状态在相空间内确定了一个球面。这个球面是一个{\displaystyle 3-N}维的，半径为{\displaystyle \scriptstyle {\sqrt {2mE}}}的球的表面。这个球的体积是
{\displaystyle {2\pi ^{3N/2}(2mE)^{{3N-1} \over 2}} \over {\Gamma (3N/2)}}，
其中{\displaystyle \Gamma }是伽马函数。
由于每个气体分子都可以在体积{\displaystyle V}内部的任意位置存在，所以相空间内总能量为{\displaystyle E}的气体状态占有的体积是
{\displaystyle {2\pi ^{3N/2}(2mE)^{{3N-1} \over 2}}V^{N} \over {\Gamma (3N/2)}}。
由于{\displaystyle N}个气体分子是全同的，所以相空间内战友的体积要除以{\displaystyle N!=\Gamma (N+1)}，也就是{\displaystyle N}个粒子的全排列。
对伽马函数应用斯特林公式，忽略当{\displaystyle N}趋于无限时的有限常数项，
{\displaystyle S=N{\big (}3/2\log(E)-3/2\log(3N/2)+\log(V)-\log(N){\big )}}
{\displaystyle =N{\big (}3/2\log(\scriptstyle {\frac {2}{3}}\displaystyle E/N)+\log(V/N){\big )}}
由于单原子理想气体的定容热容是{\displaystyle 3 \over 2}，我们可以看到这和热力学导出的熵函数是一样的。

### 维恩定律，光子气体的绝热膨胀
对于一盒处于热力学平衡的热辐射，在忽略量子力学效应的情况下，其中的经典电磁场的能量是无穷大的，因为能量均分原理要求每一种频率的辐射都有相同大小的能量，然而热辐射的频率由无穷多种。这在物理上是荒谬的，因为这就意味着所有的能量都会以高频电磁波耗散。
然而，即使忽略量子力学，我们还是可以单单从热力学中导出一些关于热力学平衡分布的性质，因为绝热不变量可以推广到体积可变的光子气体上。
当光子气体的体积缓慢增大，因为碰壁而被反射的光的频率可以通过多普勒频移得出。当容器壁静止，则光反射时不改变频率。当容器壁缓慢移动，则仅仅在与容器壁固连的参考系中，反射光的频率才不会变。当容器壁向外移动，那么反射光会发生红移，频率的改变量{\displaystyle \Delta f}由下式给出：
{\displaystyle \Delta f={2v \over c}f}
同时，光的能量也会因体积膨胀而减少，因为光压对容器壁做正功。由于光被反射，光压等于两倍的光动量，也就是{\displaystyle 2E \over c}。光压做功功率等于光压乘上速度：
{\displaystyle \,\Delta E=v{2E \over c}}
综合上述两式，我们发现光的频率的改变量和能量的改变量成比例关系：
{\displaystyle {\Delta f \over f}={\Delta E \over E}}
由于光子气体的缓慢膨胀会保持热力学分布不变，那么我们可以得出，能量为{\displaystyle E}的光刚好具有频率{\displaystyle f}的概率一定是{\displaystyle E \over f}的函数。
这个分布函数无法仅仅从热力学推导出来，不过维恩猜测了一种在高频率的情况下成立的分布函数形式。他假设分布函数有一个玻尔兹曼因子。这并不符合经典热力学，因为在经典热力学的情况下这个因子是{\displaystyle {1 \over 2}\beta ={1 \over 2}k_{B}T}（由能量均分原理导出），然而此时维恩以一个新的，未经证实的却符合高频范围实验数据的假设因子取代之：
{\displaystyle \,\langle E_{f}\rangle =e^{-\beta hf}}
当所有空腔内的频率的能量的期望值相加，我们便得到了维恩分布。这是一种描述经典光子气体的热力学分布。维恩定律蕴含了光是一份份，也就是量子化地传递能量的假设。维恩的光子气体的熵正比于体积的{\displaystyle N}次方，其中{\displaystyle N}是光的“份”数。这启发了爱因斯坦提出光量子的假说，其中光量子的能量正比于其频率。这样，光子气体的熵就具有了统计学意义，也就是光子在容器内可能存在的位置数。

## 经典力学，作用量
假设哈密顿函数缓慢变化。比如，一个频率可变的一维谐振子：
{\displaystyle H_{t}(p,x)={p^{2} \over 2m}+{m\omega (t)^{2}x^{2} \over 2}\,}
这个经典周期运动的作用量{\displaystyle J}是相空间内运动轨道围成的体积：
{\displaystyle J=\int _{0}^{T}p(t){dx \over dt}dt\,}
由于{\displaystyle J}是一个完整周期的积分，所以{\displaystyle J}只是能量的函数。当哈密顿函数不随时间改变，即{\displaystyle J}是常数，正则共轭坐标{\displaystyle \theta }就会随时间线性增大。
{\displaystyle {d\theta  \over dt}={\partial H \over \partial J}=H\,'(J)\,}
所以在求作用量{\displaystyle J}时，在周期运动路径上的对时间{\displaystyle t}的积分，可以用常数{\displaystyle H\,'}来转换为对{\displaystyle \theta }的积分。将{\displaystyle J}的积分式对{\displaystyle J}求导，可以得到一个固定了{\displaystyle H\,'}的恒等式：
{\displaystyle {dJ \over dJ}=1=\int _{0}^{T}{\bigg (}{\partial p \over \partial J}{dx \over dt}+p{\partial  \over \partial J}{dx \over dt}{\bigg )}dt=H\,'\int _{0}^{T}{\bigg (}{\partial p \over \partial J}{\partial x \over \partial \theta }-{\partial p \over \partial \theta }{\partial x \over \partial J}{\bigg )}dt\,}
被积函数是{\displaystyle x}和{\displaystyle p}的泊松括号。对于两个正则共轭量，比如{\displaystyle x}和{\displaystyle p}，在任何正则坐标系内都恒等于1。所以
{\displaystyle 1=H\,'\int _{0}^{T}\{x,p\}\,dt=H\,'\,T\,}
于是{\displaystyle H\,'}就是周期的倒数。{\displaystyle \theta }对于所有的{\displaystyle J}，都是一个随时间线性增大的变量。{\displaystyle \theta }是一个角度变量。

### J{\displaystyle J}的绝热不变量
哈密顿函数仅仅是作用量{\displaystyle J}的函数，对于最简单的谐振子，
{\displaystyle \,H=\omega J\,}
当{\displaystyle H}不随时间变化，{\displaystyle J}就是个常数。当{\displaystyle H}缓慢地随时间变化，{\displaystyle J}的变化率可以通过重写{\displaystyle J}的积分表达式得到：
{\displaystyle J=\int _{0}^{2\pi }p{\partial x \over \partial \theta }d\theta \,}
该式对时间的导数是
{\displaystyle {dJ \over dt}=\int _{0}^{2\pi }{\bigg (}{dp \over dt}{\partial x \over \partial \theta }+p{d \over dt}{\partial x \over \partial \theta }{\bigg )}d\theta \,}
接下来我们把时间的微分用角度{\displaystyle \theta }的微分表示。应用{\displaystyle d\theta =\omega dt\,}并设{\displaystyle \omega :=1\,}以不失一般性，我们就能得到
{\displaystyle {dJ \over dt}=\int _{0}^{2\pi }{\bigg (}{\partial p \over \partial \theta }{\partial x \over \partial \theta }+p{\partial  \over \partial \theta }{\partial x \over \partial \theta }{\bigg )}d\theta \,}
只要{\displaystyle J}和{\displaystyle \theta }在每一个周期里都变化不大，上式都可以分部积分，从而等于0。这说明缓慢变化中，作用量的变化量的一阶小量等于0。
这就是绝热不变量定理：作用量是绝热不变量。
对于一个谐振子，当能量为{\displaystyle E}时，作用量{\displaystyle J}，也就是相空间内沿着周期运动路径围成的面积，是一个椭圆的面积。这个椭圆代表能量{\displaystyle E}：
{\displaystyle E={p^{2} \over 2m}+{m\omega ^{2}x^{2} \over 2}\,}
椭圆的半长轴是{\displaystyle \scriptstyle {\sqrt {2E/\omega ^{2}m}}}，半短轴是{\displaystyle \scriptstyle {\sqrt {2mE}}}。得到作用量{\displaystyle J=2\pi E/\omega }。所以假如一个单摆被缓慢收紧，其频率会变化，而能量也会以相同比例变化。

### 旧量子论
当普朗克发现可以通过向热辐射添加经典的能量均分原理，而将维恩定律推广到所有频率，甚至低频的时候，物理学家们想了解其他系统的量子化行为。
普朗克辐射定律定量地指出，电磁场的能量是以一小份为单位的，每一份正比于电磁场的频率：
{\displaystyle E=hf=\hbar \omega \,}
从绝热不变量可以推出每一个量子之与能量和频率的商有关，而且由于能量必须具有可加性，那么每一个能级的宽度必须是相等的。
爱因斯坦以及其后的德拜，通过考虑以量子化的振子来描述固体中声波传播的机制，发展了量子力学。这个模型解释了当温度非常低的时候，固体的热容不遵守经典能量均分原理{\displaystyle 3k_{B}}，而趋于0的原因。
在索尔维会议上，量子化其他物理学的问题被提了出来。洛伦兹指出了一个问题。考虑一个量子化的，摆长非常缓慢减小的单摆，其量子数是无法改变的，因为不存在一个足够高的频率以实现两种状态的过渡。然而事实上单摆的频率随着摆线变短而改变，所以量子态的能量也会改变。
爱因斯坦解释说，对于缓慢的摆线收紧，单摆的频率和能量都会变化，但比值保持不变。与其很相似的是，维恩观察到在缓慢增大一个热辐射腔的体积的时候，热辐射的能量和频率的比值是定值（参看本页面热力学部分）。最后的结论是，量子化的对象必须是绝热不变量。
这场讨论被索末菲发展到了一个更一般的理论：任何一个力学系统的量子数都是由绝热不变量给出。由于谐振子的的作用量是一个整数，那么一般化的量子化条件是：
{\displaystyle \int pdq=nh\,}
这个量子化条件是旧量子论的基石，可以定性预测原子系统的行为。这个理论对于量子数比较小的系统并不精确，因为这个理论糅合了经典和量子力学。不过，这是向新量子论迈出的重要一步。

## 等离子体物理

### 第一种绝热不变量，磁矩μ
μ是旋转粒子的磁矩，定义为：
{\displaystyle \mu ={\frac {{\frac {1}{2}}mv_{\perp }^{2}}{B}}}
磁矩μ在时间和空间变化的磁场B中均恒定，因此它满足绝热不变量的定义条件，对应于拉莫尔回转这一周期性运动。
运动积分计算如下：
{\displaystyle \oint p\,\mathrm {d} q=\oint mv_{\perp }r_{\perp }\,\mathrm {d} \theta =2\pi r_{\perp }mv_{\perp }=2\pi {\frac {mv_{\perp }^{2}}{\omega _{c}}}=4\pi {\frac {m}{\left|q\right|}}\mu }
在{\displaystyle {\frac {m}{\left|q\right|}}}不变的情况下，磁矩μ为运动常数。这是在假定{\displaystyle {\frac {\omega }{\omega _{c}}}\ll 1}的情况下；在以{\displaystyle {\frac {\omega }{\omega _{c}}}}为参量的展开式中，不论展开到哪一阶，磁矩μ均恒定。在一次拉莫尔回转的回转周期内，磁矩μ的变化远远小于磁场B的变化。

#### μ非绝热不变量的情形
{\displaystyle {\frac {\omega }{\omega _{c}}}\geq 1}时，μ非绝热不变量，常见的例子有以下三种：
1. 磁泵浦（magnetic pumping），若在磁镜约束系统中，磁场的强度随正弦规律变化，粒子的径向速度{\displaystyle v_{\perp }}会震荡，若粒子间还存在碰撞的话，则粒子的部分回转能量会由径向转移到平行于磁场方向的速度分量中，此时μ非绝热不变量。
2. 回旋加热（cyclotion heating），在磁场B以{\displaystyle {\omega _{c}}}的频率振荡的情形下，拉莫尔运动被不断加速，因而{\displaystyle {\frac {\omega }{\omega _{c}}}\geq 1}，此时μ非绝热不变量。
3. 磁会切（Magnetic Cusps），在会切磁镜与普通磁镜共同构成的会切装置的对称中心处，磁场为0，{\displaystyle {\omega _{c}}}也为0，因而{\displaystyle {\frac {\omega }{\omega _{c}}}\geq 1}，此时μ非绝热不变量。

### 第二种绝热不变量，J
两个磁镜间，被俘获的一个粒子，以反跳频率做周期运动。这一周期性运动所对应的绝热不变量称为纵向不变量，通常记作J，定义如下：
{\displaystyle J=\int _{a}^{b}v_{\|}\,\mathrm {d} s},
比如，在地磁场所产生的磁镜中，大量粒子被捕获，这些粒子绕地球在径向上缓慢漂移，这一过程发生在电离层中。而且，尽管地磁场在太阳风的作用下并不对称，粒子们仍然会回到同一条磁力线上。

#### J非绝热不变量的情形
在渡越时间磁抽运（transit-time magnetic pumping）的情形中，等离子体被加热，磁场的变化的时间小于反跳时间，因而J不守恒，也即J非绝热不变量。

### 第三种绝热不变量，Φ
对应于导向中心环绕地球的粒子缓慢漂移这一周期性运动，存在第三种绝热不变量，即漂移表面所包围的总磁通量Φ。但由于地磁场B的涨落比起这一漂移来，要迅速的多，因而这一不变量基本上没有什么应用性可言。

#### Φ非绝热不变量的情形
在激发电离层磁流体波时，粒子在环绕地球漂移一周时能碰到同一相位的波，如果相位恰当，波可以从粒子获得能量而被激发，此时，Φ非绝热不变量